# Kejžlice

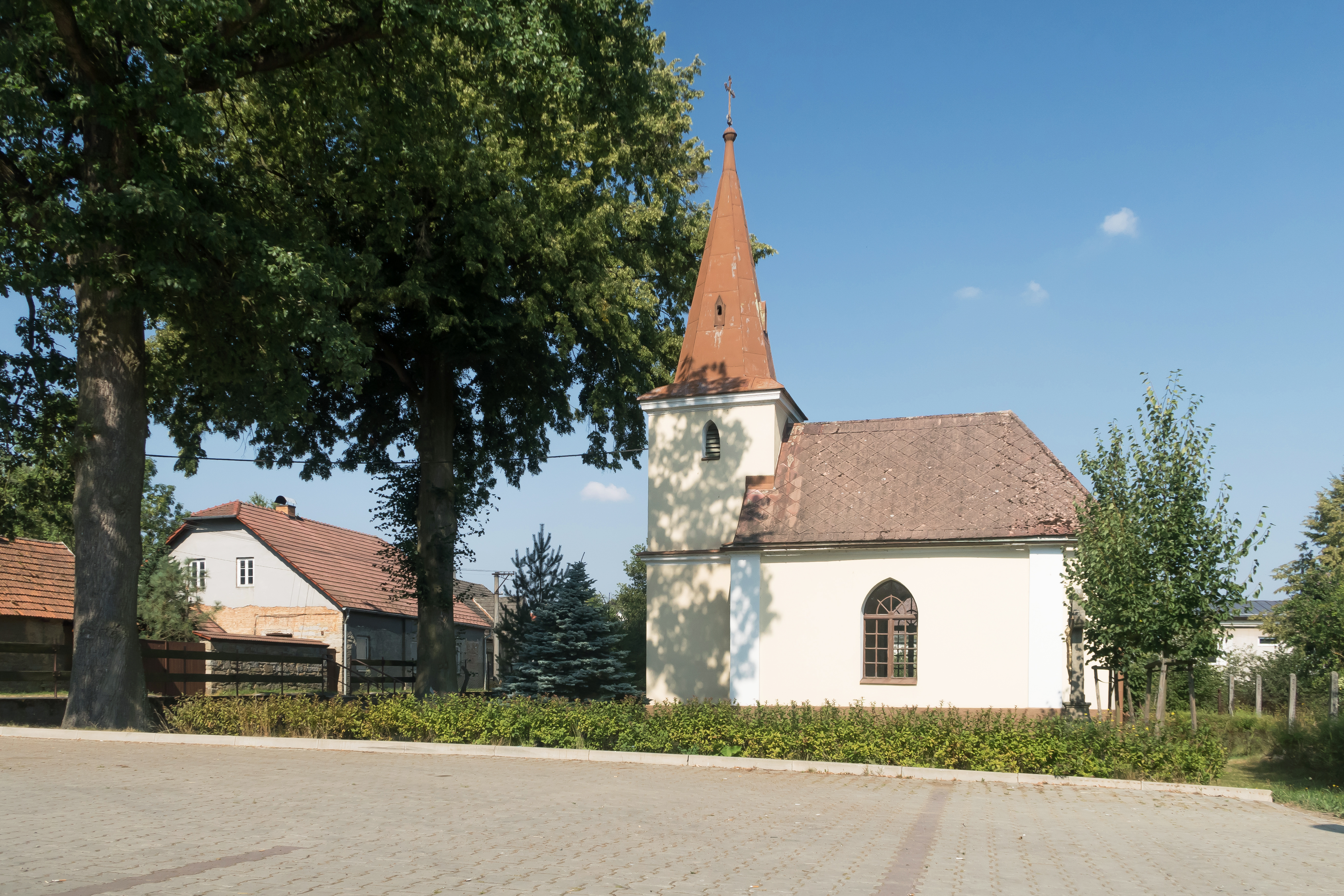
Kejžlice, Kapelle

Kejžlice (deutsch Keischlitz, auch Neudorf, Keyschlitz) ist eine Gemeinde in Tschechien. Sie liegt sechs Kilometer nordnordöstlich von Humpolec und gehört zum Okres Pelhřimov.

## Geographie
Kejžlice befindet sich im Tal des Pstružný potok im Hügelland der oberen Sázava, einem Teilgebiet der Böhmisch-Mährischen Höhe im Grenzgebiet Böhmens zu Mähren. Südöstlich erheben sich der Kopec (655 m) und der Orlík (678 m).
Nachbarorte sind Dolní Město im Norden, Lipnice nad Sázavou im Nordosten, Nový Dvůr, Bratroňov und Kojkovičky im Osten, Mozerov, Věž, Skála und Leština im Südosten, Čejov im Süden, Budíkov im Südwesten, Malý Budíkov und Pusté Lhotsko im Westen sowie Řečice im Nordwesten.

## Geschichte
Die erste urkundliche Erwähnung von Kejžlice erfolgte im Jahre 1378 als Nová Ves. Als das Dorf 1397 den Chorherren von Horní Lipnice überlassen wurde, trug es den Namen Kožlice. Im Laufe des 15. und 16. Jahrhunderts entstand der heutige Name Kejžlice.
Das Dorf gehörte zur Herrschaft Chotěboř und war der Burg Lipnice untertänig. Besitzer waren die Herren von Lípa und von Luxemburg. Nach den Hussitenkriegen erwarben die Trčka von Lípa den Besitz, ihnen folgen nach dem Dreißigjährigen Krieg die Rašín von Chotěboř, Karl Joseph von Palm-Gundelfingen und die Trauttmansdorffer. Von 1750 bis zur Ablösung der Patrimonialherrschaften im Jahre 1850 war es Teil der Herrschaft Lipnice nad Sázavou und wurde danach zu einer selbständigen Gemeinde, die mit einer Unterbrechung von 13 Jahren bis 1910 zum Bezirk Deutschbrod, Caslauer Kreis gehörte. Während dieses Zeitraumes war Kejžlice zeitweilig zwischen 1855 und 1868 dem Bezirk Humpolec im Pardubitzer Kreis zugeordnet gewesen. Von 1910 bis zu dessen Auflösung im Jahre 1960 wurde der Ort erneut Teil des Bezirkes Humpolec, der nunmehr dem Iglauer Kreis zugeordnet war. Bei der Gebietsreform von 1960 kam das Dorf zum Okres Pelhřimov.

## Gemeindegliederung
Für die Gemeinde Kejžlice sind keine Ortsteile ausgewiesen. Zu Kejžlice gehören die Ansiedlungen Čihadlo und Nový Dvůr (Neuhof). Grundsiedlungseinheiten sind Kejžlice und Nový Dvůr.

## Sehenswürdigkeiten
- Kapelle an der Dorfstraße